# Abuta brevifolia
Abuta brevifolia är en tvåhjärtbladig växtart som beskrevs av Krukoff och Moldenke. Abuta brevifolia ingår i släktet Abuta och familjen Menispermaceae. Inga underarter finns listade i Catalogue of Life.